# Afternoon of a Faun
Afternoon of a Faun est un ballet néoclassique de Jerome Robbins sur Prélude à l'après-midi d'un faune de Claude Debussy, mettant en scène deux jeunes danseurs qui se rencontrent dans un studio de danse. Le chorégraphe s'inspire du poème de Stéphane Mallarmé L'après-midi d'un faune ainsi que du ballet du même nom créé en 1912 par Vaslav Nijinski, et de sa propre observation de certains danseurs.
Il est créé par le New York City Ballet le 14 mai 1953 au New York City Center of Music and Drama, les deux rôles étant dansés par Tanaquil Le Clercq et Francisco Moncion. Pilier du répertoire du NYCB, il est repris par plusieurs autres compagnies de ballet.

## Conception

### Inspirations
Claude Debussy puise son inspiration pour Prélude à l'après-midi d'un faune dans le poème de Stéphane Mallarmé L'après-midi d'un faune, qui raconte la rencontre d'un faune avec des nymphes. Le premier ballet sur cette partition, chorégraphié par Vaslav Nijinsky et créé en 1912, fait scandale en raison de son caractère ouvertement sexuel. Kasyan Goleizovsky et Serge Lifar en réalisent d'autres versions en 1922 et 1935. En 1940, Jerome Robbins crée une parodie du ballet de Nijinsky, intitulée PM of a Faun. En 1948, il rejoint le New York City Ballet peu après sa création, à la fois comme danseur et chorégraphe.
Il décide d'utiliser la partition de Debussy pour une nouvelle chorégraphie pour la saison 1953 du New York City Ballet. Robbins explique avoir été inspiré par divers facteurs, notamment sa fascination pour le ballet de Nijinsky, mais aussi par l'observation d'Edward Villella, élève de la School of American Ballet alors âgé de dix-sept ans : lors d'un cours, Villella « s'est soudainement mis à étirer son corps d'une manière très étrange, presque comme s'il essayait d'en tirer quelque chose. Je me suis dit qu'il s'agissait d'une attitude animale… qu'il ne savait pas ce qu'il faisait, et cela m'est resté en tête ». Une autre source d'inspiration est la vision de  Louis Johnson, un jeune danseur noir, et d'une étudiante répétant l'adagio du Lac des cygnes tout en se regardant dans un miroir. Comme Robbins le précise, il est  « frappé par la façon dont ce couple se regardait dans le miroir faire une danse d'amour, totalement inconscients de la proximité et de la sexualité possible de leur rencontre physique ». Robbins s'inspire enfin d'une traduction du poème de Mallarmé,.

### Conception
Jerome Robbins décide de situer l'action dans un studio de danse, plutôt que dans un décor grec comme le ballet de Nijinski, supprime les nymphes et fait se rencontrer deux jeunes danseurs. Un jour d'été, un homme est allongé sur le sol, endormi, avant qu'une femme n'entre et commence à s'échauffer à la barre. Ils dansent ensemble, tout en se regardant dans le miroir, qui est en fait le public. À la fin du ballet, l'homme embrasse la femme sur la joue. Elle s'en va, tandis qu'il retourne à son sommeil.

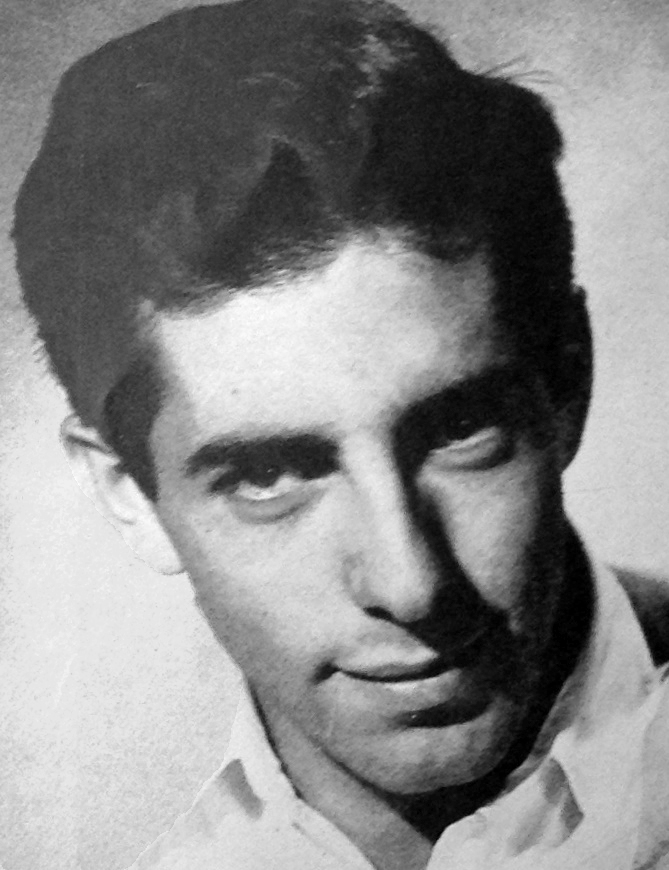
Jerome Robbins en 1951.

 Lors de la conception de la chorégraphie, Robbins hésite quant à la position du miroir : doit-il être droit devant, là où se trouve le public, ou sur le côté, à angle droit par rapport au public ? Il teste les deux possibilités et choisit d'utiliser la première. Il explique : « Lorsque l'attention des danseurs se porte sur le côté, il est plus facile pour le public de regarder — ils regardent en quelque sorte à l'intérieur du studio — mais lorsque le miroir est de face, je pense qu'il se produit quelque chose de plus saisissant. » Tanaquil Le Clercq, qui crée le rôle de la danseuse, se souvient que Robbins achève le ballet plus rapidement que les autres œuvres auxquelles elle a participé. Elle déclare également que le chorégraphe américain lui donne très peu d'indications pour son interprétation.
Les costumes sont conçus par Irene Sharaff, la danseuse portant une tenue d’entraînement et le danseur des collants, ayant le torse nu. La scénographie et les éclairages sont de Jean Rosenthal. Robbins lui montre un dessin de Paul Cadmus représentant des danseurs dans un studio, et elle a alors l'idée d'utiliser de la soie blanche comme mur. Au lieu du titre français, Jerome Robbins choisit pour son ballet un titre anglais plus court, Afternoon of a Faun.

### Distribution
Tanaquil Le Clercq est le premier choix de Jerome Robbins pour le rôle féminin. Lorsqu'il commence à travailler sur Afternoon of a Faun, c'est encore la lune de miel consécutive au mariage de celle-ci avec George Balanchine. Pour le rôle masculin, il choisit Buzz Miller, qui n'est pas un membre de la compagnie, mais une mauvaise communication entre Miller et Balanchine l'empêche de se produire en tant qu'artiste invité. Robbins envisage ensuite de faire appel à Louis Johnson, qui a déjà dansé pour lui dans Ballade en tant qu'artiste invité, mais il n'est pas retenu après une répétition avec Tanaquil Le Clercq.
Dans leurs biographies respectives de Jerome Robbins, Deborah Jowitt et Greg Lawrence émettent tous deux l'hypothèse que ce refus de Louis Johnson est dû aux réserves du New York City Ballet, composé uniquement de Blancs, quant à la présence d'un couple interracial dans un pas de deux romantique,. Louis Johnson déclare plus tard qu'il pense que c'est Balanchine, le directeur artistique de la compagnie, qui a rejeté son choix, parce que ce rôle l'aurait amené à rejoindre la compagnie de façon permanente. Jowitt note également que pour Robbins, cela n'était peut-être vraiment qu'un essai. Jerome Robbins choisit finalement le danseur d'origine dominicaine Francisco Moncion, pour ses qualités « animales ».

## Représentations
Afternoon of a Faun est créé le 14 mai 1953 au New York City Center of Music and Drama et constitue depuis un pilier du répertoire du New York City Ballet. Entre 1958 et 1961, il est repris par Ballets: USA, la compagnie de Jerome Robbins, lors de tournées financées par le Département d'État. Au cours de ces tournées, John Jones, un danseur noir, est associé à Wilma Curley, puis Kay Mazzo, deux danseuses blanches.
Afternoon of a Faun est rejoué par d'autres compagnies de ballet à partir des années 1970. Le Royal Ballet le présente pour la première fois en 1971, avec Antoinette Sibley et Anthony Dowell. L'Australian Ballet le crée en 1978, avec Marilyn Rowe et Gary Norman. L'Opéra et ballet national de Norvège, le Ballet du Bolchoï et le San Francisco Ballet le font respectivement en 1991, 2000 et 2006. D'autres compagnies de ballet le reprennent également, notamment le Ballet de l'Opéra de Paris, l'American Ballet Theatre, le Ballet royal du Danemark, le La Scala Theatre Ballet (en), le Ballet national du Canada et le Dance Theatre of Harlem,. Jerome Robbins autorise Valery Panov (en) à reprendre Afternoon of a Faun sans lui reverser de droits d'auteur.

## Analyse
Pour Amanda Vaill, le ballet est « délibérément dépourvu de pas tape-à-l'œil ou de portés compliqués ; dépouillé et poétique ». Francisco Moncion note que la chorégraphie fait référence au poème : « les gestes qu'il a utilisés évoquent le faune de Mallarmé - comme poussé à travers les roseaux par un après-midi chaud et humide ». De son côté, Tanaquil Le Clercq remarque que beaucoup de ses gestes naturels sont incorporés à la chorégraphie.

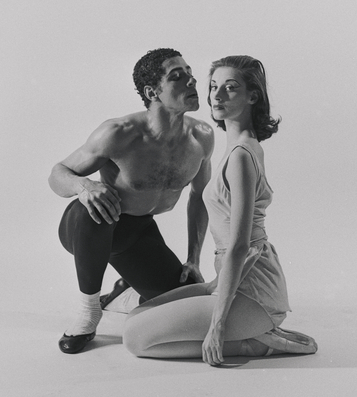
Image promotionnelle (1953).

Selon Nancy Reynolds, les danseuses ont chacune leur interprétation du rôle. Certaines « le jouent de façon très littérale, très réaliste » et d'autres sont « totalement, étrangement absentes ». Pour Tanaquil Le Clercq, son interprétation entre dans la deuxième catégorie. Jerome Robbins en dit : « J'ai toujours pensé que la fille venait de se laver les cheveux, de mettre de nouveaux chaussons de danse et une nouvelle robe d'entraînement propre, et qu'elle venait au studio pour s’admirer et s'entraîner. » Francisco Moncion est d'avis que l'interprétation du personnage par Tanaquil Le Clercq « n'est pas innocente » alors que d'autres interprétations ultérieures le sont.
Alors que ce ballet est parfois interprété comme un commentaire sur le narcissisme des danseurs, Jerome Robbins se montre réticent à cette idée car « le miroir est l'outil de travail des danseurs ». Malgré les nombreuses interprétations ultérieures, celle de Tanaquil Le Clercq et Francisco Moncion est généralement considérée comme la plus proche des idées de Robbins. 

### Vidéographie
- Les seules images de Tanaquil Le Clercq et Francisco Moncion dans Afternoon of a Faun proviennent d'un film amateur muet en noir et blanc, tourné depuis le côté de la scène[23].
- La Canadian Broadcasting Corporation a filmé une représentation avec Tanaquil Le Clercq et Jacques d'Amboise datant également de 1953[24].
- En 1980, le ballet fait partie des œuvres de Robbins filmées pour la série Live from Studio 8H de la NBC, avec Patricia McBride et Ib Andersen[25].
- En 2016, Afternoon of a Faun est inclus dans un DVD du Royal Ballet, et dansé par Sarah Lamb et Vadim Muntagirov[26].
- En 2020, lors de la saison de printemps numérique du New York City Ballet, qui remplace la saison officielle annulée en raison de la pandémie de COVID-19, la compagnie publie une vidéo d'archives de Sterling Hyltin et Joseph Gordon interprétant le ballet en 2018[27].